# Exegetik
Exegetik (av grekiska exegetikos "förklarande", av exegeomai "förklara"), är metodisk uttolkning av text. Ordet används ofta som synonym till biblisk exegetik, vilket i moderna sammanhang betyder bibelvetenskap. Före bibelvetenskapens tid betydde exegetik snarare konsten att uttolka skriften.
Exegetik är benämningen på akademiska forskningsområden i Sverige, indelade i Gamla testamentets exegetik och Nya testamentets exegetik.
Den person som tolkar skrifterna kallas exeget.